# Alles außer Mord/Episodenliste
Diese Episodenliste enthält alle Episoden der deutschen Kriminalserie Alles außer Mord, sortiert nach der offiziellen Folgennummerierung der ProSieben. Die Fernsehserie umfasst 3 Staffeln mit 14 Episoden.

## Übersicht
| Staffel | Episodenanzahl | Erstausstrahlung | Erstausstrahlung |
| Staffel | Episodenanzahl | Staffelpremiere  | Staffelfinale    |
| ------- | -------------- | ---------------- | ---------------- |
| 1       | 4              | 10. April 1994   | 1. Mai 1994      |
| 2       | 6              | 7. Februar 1995  | 14. März 1995    |
| 3       | 4              | 14. August 1996  | 18. Juni 2000    |

## Staffel 1
| Nr. (ges.) | Nr. (St.) | Originaltitel         | Zusammenfassung                                     | Erstausstrahlung D | Regie               | Drehbuch                      |
| ---------- | --------- | --------------------- | --------------------------------------------------- | ------------------ | ------------------- | ----------------------------- |
| 1          | 1         | Die Frau ohne Gesicht | Fichte beschattet den Mann einer Klientin.          | 10. Apr. 1994      | Sigi Rothemund      | Michael Baier, Thomas Kubisch |
| 2          | 2         | Der Mann im Mond      | Fichte jagt einen Serientäter.                      | 17. Apr. 1994      | Roland Suso Richter | Michael Baier                 |
| 3          | 3         | Wer Gewalt sät        | Fichtes Freund Tamm hilft einer misshandelten Frau. | 24. Apr. 1994      | Sigi Rothemund      | Michael Baier                 |
| 4          | 4         | Der Name der Nelke    | Fichte hilft seinem Vater in Schwierigkeiten.       | 1. Mai 1994        | Roland Suso Richter | Michael Baier, Thomas Kubisch |

## Staffel 2
| Nr. (ges.) | Nr. (St.) | Originaltitel        | Zusammenfassung                                         | Erstausstrahlung D | Regie               | Drehbuch      |
| ---------- | --------- | -------------------- | ------------------------------------------------------- | ------------------ | ------------------- | ------------- |
| 5          | 1         | Tödlicher Irrtum     | Fichte ist Leibwächter für einen Geschäftsmann.         | 7. Feb. 1995       | Nikolai Müllerschön | Michael Baier |
| 6          | 2         | Marion Nr. 5         | Fichte findet eine Schaufensterpuppe mit Einschussloch. | 14. Feb. 1995      | Sigi Rothemund      | Michael Baier |
| 7          | 3         | Das Kuckucksei       | Fichte sucht den Vater eines Models.                    | 21. Feb. 1995      | Ulrich Stark        | Michael Baier |
| 8          | 4         | Blutiger Ernst       | Fichte passt auf einen missratenen Sohn auf.            | 28. Feb. 1995      | Sigi Rothemund      | Michael Baier |
| 9          | 5         | Wahnsinn mit Methode | Fichte recherchiert zu einem alten Fall von Tamm.       | 7. März 1995       | Kai Wessel          | Michael Baier |
| 10         | 6         | Y.?17                | Fichte bringt ein wichtiges Paket nach London.          | 14. März 1995      | Sigi Rothemund      | Michael Baier |

## Staffel 3
| Nr. (ges.) | Nr. (St.) | Originaltitel   | Zusammenfassung                                          | Erstausstrahlung D | Regie                | Drehbuch      |
| ---------- | --------- | --------------- | -------------------------------------------------------- | ------------------ | -------------------- | ------------- |
| 11         | 1         | Blackout        | Fichte kümmert sich um ein Mädchen unter Mordverdacht.   | 14. Aug. 1996      | Reinhard Münster     | Michael Baier |
| 12         | 2         | Hals über Kopf  | Fichte ermittelt über die Freundin eines Gangsterbosses. | 21. Aug. 1996      | Nickolai Müllerschön | Michael Baier |
| 13         | 3         | Todkäppchen     | Fichte sucht die verschwundene Tochter eines Musikers.   | 28. Aug. 1996      | Kai Wessel           | Michael Baier |
| 14         | 4         | Das blonde Gift | Fichte trifft auf eine ungewöhnliche Frau.               | 18. Juni 2000      | Michael Rowitz       | Michael Baier |